# Eucaliptus
Eucaliptus – miasto w Boliwii, w departamencie Oruro, w prowincji Tomas Barron.